# شهران
شهران محله‌ای در شمال غرب تهران، پایتخت ایران است و در منطقه ۵ شهرداری تهران در دامنه رشته کوه البرز جای دارد.
شهران یکی از خوش آب‌وهواترین محله‌های تهران است و دارای بافتی نوساز با خیابان‌های عریض می‌باشد. شهران از شمال به کوه‌های دامنه البرز و پارک جنگلی کوهسار، از جنوب به بزرگراه همت (شهرزیبا)، از شرق به بزرگراه باکری (جنت آباد شمالی و مرکزی) و از غرب به محله کن محدود می‌شود. از طریق خط ۶ متروی تهران و بزرگراه‌های همت و باکری و رفسنجانی (منتهی به بزرگراه آبشناسان) به همه نقاط تهران و امکانات دسترسی دارد. شهران پیش‌تر به‌صورت یک خیابان یک‌تکه بود اما پس از ساخت بزرگراه آبشناسان (ایران پارس قدیم و ادامه بزرگراه رفسنجانی) که به فلکه اول شهران می‌رسد، شهران به دو بخش جنوبی و شمالی تقسیم شد. به حدفاصل بزرگراه همت تا فلکه‌ اول شهران، شهران جنوبی و حدفاصل فلکه اول شهران تا پارک جنگلی کوهسار، شهران شمالی گفته می‌شود. مهم‌ترین خیابان‌های شهران عبارتند از بلوار شهران، خیابان یکم، بلوار کوهسار، خیابان طوقانی، خیابان وِسک (شهید خیابانی)، خیابان عسگری، خیابان نیرو، خیابان نیما یوشیج و خیابان اَلوند.
بوستان جنگلی کوهسار در شمال‌ این محله و در دامنه رشته کوه البرز جای دارد و به همین دلیل شهران از خوش آب‌وهواترین مناطق غرب تهران به‌شمار می‌رود.
بزرگراه نیایش (که از شرق در خیابان ولیعصر پایان می‌پذیرد)، بزرگراه ایران پارس (آبشناسان)، بزرگراه شهید باکری و همچنین بزرگراه همت از راه‌های اصلی ترابری شهران و مرکز شهر تهران هستند.
بخش‌های شمالی شهران جاذبه‌ای گردشگری برای تهران هستند و میزبان رویدادهای ورزش‌های هوایی چون گلایدر، ورزش‌های موتوری چون موتورسواری و رستوران‌های ایرانی و غربی هستند.
این محله در دوره‌های قدیم با توجه به اینکه نزدیک آب قنات محله کن بود، به «آب‌پیک» آوازه یافته بود اما سپس نام آن به شهران که نام یکی از بزرگان سرزمین ایران در دوران یزدگرد سوم بود، تغییر یافت. پس از دهه ۱۳۵۰ جمعیت شهران دچار افزایش شد. گسترش مناسب امکانات آموزشی، فرهنگی، ترابری، خرید و گردشگری در محله نیز باعث افزایش جمعیت آن در سال‌های گذشته شده‌است.

## نام
این محله در دوره‌های قدیم با توجه به اینکه نزدیک آب قنات محله کن بود، به «آب‌پیک» آوازه یافته بود اما سپس نام آن به شهران که نام یکی از بزرگان سرزمین ایران در دوران یزدگرد سوم بود، تغییر یافت.

بر پایه منابع گوناگون فارسی، شهران به عنوان نام مفرد، نام یکی از نجبای سرزمین ایران است که در دوره یزدگرد سوم نزد ماهوی بود.
نشست او و شهران اَبَر پای خاست
به ماهوی گفت این دلیری چراست
فردوسی

## پیشینه
این منطقه معمولاً با سرسبزی و آب و هوای خوبش در تهران شناخته شده‌است. پس از دهه ۱۳۵۰ جمعیت شهران دچار افزایش شد.
بر پایه اعلام یک مقام شهری تهران در سال ۱۳۹۸، توسعه محله شهران در بیست سال گذشته از این تاریخ انجام شده‌است و این محله دارای پیشینه‌ای طولانی نیست. پیشینه زندگی در این محله، به دوره پهلوی دوم برمی‌گردد که این نیز از محله‌های تازه‌ساز آن دوره اثر گرفته‌است. دشت‌ها و کوهستان‌های پیرامون کن، در دوره‌های گوناگون شکارگاه شاهان قاجاری بوده‌اند. چنارهای منطقه کن به اندازه‌ای شهرت داشتند که چنارهای جاده پهلوی را نیز تأمین می‌کردند. شهران با نام کهن «آب‌پیک» از سال ۱۳۵۲ با گسترش روند ساخت خانه‌های تازه، دچار تغییر شکل شده‌است تا به شکل کنونی‌اش برسد.
پیش از ساخت بزرگراه آبشناسان، شهران به تنهایی یک محله جداگانه در تهران به‌شمار می‌رفت اما پس از ساخته شدن این بزرگراه، شهران به ۲ بخش شمالی و جنوبی تقسیم گردید. کم‌کم خانه‌های ویلایی محله، جای خود را به برج‌ها و ساختمان‌هایی لوکس دادند. معماری داخلی و بیرونی ساختمان‌های جدید محله، گاه در رسانه‌های مرتبط شهرتی یافتند.
در سال ۱۳۹۹، مهم‌ترین چالش منطقه ۵ شهرداری تهران، قرار داشتن انبار نفت در محله شهران دانسته شد. همچنین تا این سال، تانکرهای قدیمی و فرسوده حمل سوخت، از درون همین محله رفت و آمد می‌کردند که خطرهای جدی داشت. از این سال، قرار بر پیشگیری از رفت‌وآمد انواع تانکر از محله شد و اعلام شد برای بردن انبارهای نفت به بیرون محله، اقدام خواهد شد. اگرچه تاریخ دقیقی اعلام نشد. مسئولان جمهوری اسلامی اعلام کردند که با توجه به اینکه با انفجار این انبارها تنها محله‌های اطراف خواهند سوخت و بخش بزرگی از شهر تهران را دربر نخواهد گرفت، فعلاً جابه‌جایی‌شان دارای اولویت نیست. نبود نگهبانی صحیح از انبارها و امکان انفجار توسط خرابکاری داخلی یا خارجی، از دیگر موارد مورد توجه رسانه‌ها بوده‌است که با بی‌توجهی مسئولان بالارده روبرو شدند. به خطر انداختن جان مردم منطقه توسط مسئولان جمهوری اسلامی، در این سال بارها توسط رسانه‌ها و مردم مورد نقد قرار گرفت و جابه‌جایی انبارها، یک مطالبه ملی اعلام شد. در شامگاه ۲۴ خرداد ۱۴۰۴، انبار نفت شهران هدف حمله اسرائیل قرار گرفت.

## جغرافیا و جمعیت‌شناسی
بر پایه گزارشی در تابستان ۱۴۰۰، در شهران شمالی ۲۴ هزار و ۹۳۲ تن و در شهران جنوبی ۲۱ هزار و ۸۰۱ تن ساکن‌اند. شهران از محله‌های مطلوب و خوش آب‌وهوای شهر تهران دانسته می‌شود و از دید جغرافیایی نیز به ۲ بخش شمالی و جنوبی تقسیم شده‌است. از خیابان‌های اصلی و مهم شهران می‌توان به خیابان شهران، خیابان طوقانی، خیابان خیابانی، خیابان یکم و خیابان (بلوار) کوهسار اشاره داشت.
بخش شمالی محله شهران از جنوب به بزرگراه آبشناسان و بخش جنوبی محله، به بزرگراه همت می‌رسد. پارک جنگلی کوهسار در شمال محله شهران، بلوار کوهسار در غرب و شهر زیبا در جنوب آن قرار دارند. در این محدوده، زیرساخت ورزش‌هایی چون پاراگلایدر و موتورسواری نیز وجود دارد و بسیاری از گردشگران از دیگر محله‌های تهران را جذب می‌کنند.

## ترابری

### مترو
شهران با ۳ ایستگاه در خط ۶ متروی تهران قابل دسترسی است.
ایستگاه متروی شهران، که در جنوب محله شهران واقع در ضلع شمالی بزرگراه همت بین جنوب بلوار شهران و جنوب بلوار کوهسار قرار گرفته است.
ایستگاه متروی شهدای کن، که در تقاطع بلوار کوهسار با بزرگراه‌ شهید آبشناسان قرار گرفته‌است.
ایستگاه متروی کوهسار، که در شمال محله شهران واقع در شهران شمالی بالاتر از ایستگاه متروی شهدای کن در شمال بلوار کوهسار قرار گرفته است و ایستگاه پایانی خط ۶ متروی تهران می‌باشد.

### بزرگراه‌ها و خیابان‌ها
این محله میان چند بزرگراه پر رفت‌ و آمد تهران قرار دارد و به بزرگراه‌های همت، آبشناسان، رفسنجانی و باکری راه دارد. این بزرگراه‌ها دسترسی به این محله را بسیار بهتر و آسان می‌کنند.

### خط‌های تاکسی و اتوبوس
خط‌های تاکسی به سمت میدان دوم صادقیه، مترو صادقیه، انتهای نیایش(انتهای بزرگراه رفسنجانی نبش پارک ملت در خیابان ولیعصر)، میدان انقلاب، میدان ونک و میدان پونک وجود دارد.
اتوبوس تا ایستگاه متروی ارم سبز و ایستگاه متروی صادقیه و ایستگاه متروی آزادی و پل مدیریت به سمت محله سعادت آباد و شهرک غرب از دیگر راه‌های ترابری این محله است که دسترسی شهروندان به شهران را آسان کرده‌است.

## اقتصاد

### خرید
گسترش مرکزهای خرید مدرن در این محله در سال‌های گذشته روی داده‌است و در حال حاضر دارای ۵ پاساژ کوچک با مغازه‌های متنوع است،محوطه ی فرهنگسرای معرفت در شهران جنوبی هم دارای مغازه‌ها و محل های خرید گوناگون است. شماری از مراکز پخش پوشاک شهران نیز شهرتی داشتند و این محله در عکاسی مد نیز در سطح تهران سرآمد بوده‌است.

### گردشگری

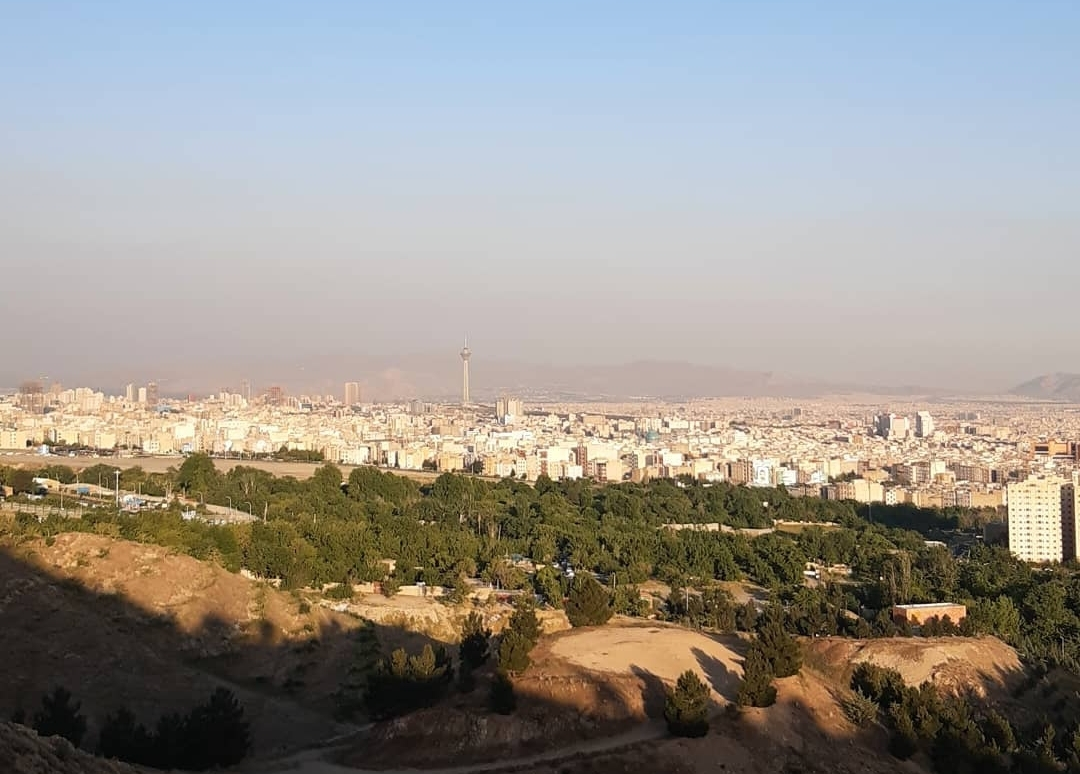
نمایی از پارک جنگلی کوهسار شهران

پارک جنگلی کوهسار یکی از بزرگ‌ترین پارک‌های غرب تهران است. دید خوب از تهران به‌ویژه غرب تهران از بلندی‌های این پارک، پرهوادار است. همچنین با توجه به قرارگیری در بلندی‌های تهران، جایگاهی برای بسیاری از تفریح‌های هوایی در استان تهران بوده‌است. این پارک انگیزه‌ای برای سفر ورزشکاران به این محله شده‌است. پیست پاراگلایدر شهران از اندک پیست‌های شهر است که انجام این ورزش را به شهروندان پیشنهاد می‌دهد. در کنار پیست پاراگلایدر شهران، پیست موتورسیکلت سواری نیز به عنوان یکی از مرکزهای گردشگری این محله شناخته شده‌است. پارک‌هایی دیگر نیز چون «سرداران شهید»، «بهار آزادی» و «طوقانی» در این محله قرار دارند.

## فرهنگ، هنر و آموزش
شهران به دلیل دارا بودن شمار بالای مرکزهای آموزشی، در این زمینه سرانه‌ای مناسب دارد. فرهنگسرای معرفت نیز در این محله ساخته شده‌است و در سرای محله‌های شهران شمالی و جنوبی، کلاس‌های فرهنگی و آموزشی بسیاری برگزار شده‌است.
در سال ۱۴۰۰ اعلام شد که پارک‌های محله شهران به غرفه‌هایی ویژه کتاب کودکان و بزرگسالان مجهز خواهند شد.

## زیرساخت‌ها
افزایش جمعیت در محلهٔ شهران باعث شد که در سال‌های گذشته، زیرساخت قرار گرفته در این محله نیز افزایش یابد. گسترش مرکزهای خرید مدرن و سرانهٔ فضای سبز محله، بیشتر شدن زیرساخت آموزشی، مرکزهای درمانی جدید و بهبود ترابری با ایستگاه‌های متروی ساخته شده در محله، از جمله تغییرهای مهم در امکانات شهران هستند. انبار نفت شمال غرب نیز در پایان خیایان شهران است و از سوی دیگر، نیروگاه برق در بلوار شهران شمالی قرار دارد و تصفیه‌خانه آب شهران نیز در فلکه اول قرار گرفته‌است. ایستگاه آتش‌نشانی و مخابرات نیز در خیابان کوهسار هستند.

### بهداشت و درمان
شهران دارای ۲ مرکز درمانی قابل توجه است و در کنار این ۲ مرکز، داروخانه های گوناگونی نیز در محله قرار گرفته‌است تا مردم منطقه دسترسی بهتری به این مرکزهای درمانی داشته باشند.